# Ultra Battle Satellite
『Ultra Battle Satellite』（ウルトラ・バトル・サテライト）は、打見佑祐による日本の漫画。『週刊少年ジャンプ』（集英社）2014年21号に『あばれ猿』のタイトルで読み切りとして掲載された後、2015年14号から同年31号まで連載された。連載終了後、『少年ジャンプ+』において2015年8月4日・10月4日・10月11日に完結編（前中後編）が掲載された。話数単位は「R○」。

## あらすじ
プロ・アマを問わず世界中の格闘家たちが参戦するUBS。それはルール無用、いついかなる場所でもファイター同士が出会えば即試合開始の賞金マッチ。主人公の祭矢陣は生活費を稼ぐため、そして地上最強を示すために参戦を決意する。
今、誰も見たことのないリアルなストリートファイトが開幕した。

## 登場人物
ここでは、本編と読み切り版の両方の登場人物を紹介する。

### 主要人物
祭矢 陣（まつりや じん） / 祭屋 陣（まつりや じん）
本作の主人公。自称・喧嘩王（通称・反則王）。
強者との戦いを求める向上心と高い格闘センスを持っているが、勝つためには何でもやるため、それが裏目に出て、試合ではよく反則負けしている。
格闘大会UBS（ウルトラ・バトル・サテライト）への招待状をもらい、自分より強い奴を倒すためと金のため（姉の借金の返済）にUBSに参加することを決めた。
貧乏なので色々な道場に体験入門をして技を習得している。
読み切り版「あばれ猿」では青木松学院空手部部員。主将の飛鳥に初戦では秒殺されるが、後に三柳に師事して飛鳥に勝利する。
賞金総額400万ドル。
百地 桜（ももち さくら）
通称・呪いの市松人形（キラー・ドール）。
本作のヒロインであり、祭矢のクラスメイト。市松人形のような髪型が特徴の少女。通称「ももっち」。顔のギャップが激しい。
祭矢に興味を持ち、彼にUBSの参加を勧めた人物。祭矢のUBS二人目の対戦相手。非常に身が軽くて動きも素早く、祭矢と互角（若しくはそれ以上）の格闘技術を持っている。本人は自らの技を百地流忍術と称している。実家は忍者で「監視者」として参加していた。血沸き肉躍る戦いを見ると興奮する。百地流忍術を祭矢に継がせようと考えており、一連の騒動の後に父親に祭矢を写真付きで報告した。
賞金総額125万ドル。
武田 春信（たけだ はるのぶ）
通称・ブタ。
祭矢の友達。祭矢にUBSを聞き興味を持って、彼と行動を共にする。

### UBSの参加者
早川 翔馬（はやかわ しょうま）
祭矢の空手大会決勝の相手で、その大会の優勝者（祭矢は反則負け）。彼もUBSの参加者だが、保人に惨敗した。
UBSで敗北した後は、格闘技の研究ブログを始めた。
夕霧に骨抜きにされたが、UBSのUSBデータが入った袋を池に水没するのを防いだ。
賞金総額50万ドル。
茶良岡 保人（ちゃらおか ほすと）
祭矢のUBS初戦の対戦相手。新人だけ狙う卑怯な相手。翔馬に圧勝した後、祭矢にボコボコにされた。
読み切り版「あばれ猿」では青木松学院空手部部員で団体戦先鋒。飛鳥の取り巻き。祭屋の挑発に乗って秒殺された。
賞金総額70万ドル。
御岳田常康(おたけだじょうこう）
元横綱時ノ風親方。清心志士会名誉会員。清心志士会では暁を名乗る。
弟子がUBSに参加したことを咎め、"美しき日本の武道を取り戻すため"参加した。裏路地で飛鳥に敗北する。敗北後は「かわいがり」の汚名を着せられて、弟子たちの造反に遭い、自宅に引き籠っている。
川越 ユヅル（かわごえ ユヅル）
通称・氷上の不死鳥
フィギュアスケートの五輪メダリスト。百地桜と同じく顔のギャップが激しい。
新体操の要素を取り入れた空手。
父親が帝邸のコックなので、帝とは竹馬の友。
百地桜と対戦する。蹴り技や回転力を活かして彼女と互角に渡り合うも、腕を折られ首を絞められて敗北した。その後、清心志士会に拉致される。
賞金総額15万ドル。
皇 帝（すめらぎ みかど）
通称・やんごとなきおのこ
祭矢との一騎討ちで顎を砕かれ敗北した。そのことで、渾名がアゴ帝になる。後に、清心志士会に拉致されるも、最後はUBSのデータを守った早川を認めた。
賞金総額15万ドル。
ポー・プラムック
通称・眠れる虎
旨い飯が食えるという理由で帝邸に居候している。トムヤムクンが好物。勝負事は割に合うか合わないかの損得で決める。
祭矢との一騎討ちでは自慢の剛力で追い詰めるも敗北した。後に、清心志士会に他のファイターとともに突撃した。
賞金総額28万ドル。
シュトーレン・神辺（シュトーレン かみべ）
祭矢の三人目の対戦相手。プロレスラーで、巨躯と怪力の持ち主。派手な技を多用する。
換金所で暴れていたが、祭矢との戦いで敗れる。甘党で戦いをスイーツに例える。
清心志士会に他のファイターとともに突撃した。
賞金総額1500万ドル。
飛鳥 羚（あすか れい）
通称・ベルばら、空手皇太子
空手界のエース。勝つためにはどんな手段も厭わないが実力は本物で、換金所で祭矢と戦った時は彼を秒殺してる。酒を一気飲みした直後に吐くという間抜けな一面もある。後に打撃王で壮絶な死闘の末に敗北した。その後、山籠もりをする。
読み切り版「あばれ猿」では、青木松学院空手部主将。初戦で祭屋に勝利するが、自分より格下の相手としか稽古してこなかったことが仇になり、二度目は祭屋に敗北した。
賞金総額100万ドル。

### 清心志士会

#### 会長
鷹山 由紀夫（たかやま ゆきお）
常に褌一丁の姿をしており、日本刀を携帯している。UBSのサーバーにハッキングをした。祭矢たちが殴り込んできたときは夕霧に見限られ手刀によって気絶し、UBSのデータが入ったUSBを盗まれた。

#### 四天王
四天王には以下の三名の他に忍者らしき者がいるが、名前などの詳細は一切不明。しかし、皇帝を襲った後ポーに倒された模様。
夕霧（ゆうぎり）
正体は、百地桜の姉の米(よね)。実家を嫌い、対立する。桜曰く、権力を欲するタイプ。いつも吸っている煙管で相手を骨抜きにする。その煙には百地流秘伝の惚れ薬が含まれており、効き目は術者の容姿や相手の体格や体質に左右される。この効果で早川たちを骨抜きにして従わせるが、最後は桜との一騎討ちに敗北した。その後、拘束されて実家で"再教育"を受けることになった。
月光（げっこう）
棒術使い。彼も夕霧に骨抜きにされていた。祭矢に敗北後、桜の房中術によって清心志士会の情報を聞き出される。
金剛（こんごう）
棒術使い。山伏の頭巾を被り、褌一丁の姿をしている。桜に一騎討ちで敗北した。その後、桜が発動した咲羅の足場にされた。

### あばれ猿
三柳 琉拳（みやぎ りゅうけん）
通称・路上の空手屋
三柳流空手の使い手で、飛鳥との初戦に敗れ気絶していた祭屋に声をかけた。
かつて大会で名を上げ道場を興したが、過酷な稽古を続けたために弟子が全員去ってしまい廃業した。その後、地上げ屋と喧嘩して片目を無くし、河原でホームレスになる。祭屋に三柳流の稽古をした。最後は飛鳥を倒した祭屋との一騎討ちに臨んだ。

## 技
百地流
忍術
天雷
使用者:百地桜
相手の足から肩へと駆け上がり、そのまま一回転して相手の顔面を踏みつける。
飛輪
使用者:祭矢陣
天雷の派生型。左前蹴りに見せかけて右金的を狙うが、それすらも見せかけでガードが下がったところを狙って左回し蹴りを相手の顔面に叩き込む。
稲妻
使用者:夕霧
飛輪の派生型。飛輪から踵落としに繋げる。
遊鶴
使用者:百地桜
体を反転させながら回し蹴り。
飛龍
使用者:百地桜
飛びつき腕十字。
双龍
使用者:祭矢陣
掛け蹴りからの下半身関節技。
天馬
使用者:祭矢陣
相手の蹴り足に乗り、そのまま前進して膝蹴りをする。
逆独楽
使用者:百地桜、祭矢陣
逆立ちから両足を平行に開いた状態で回し蹴り。
秘伝・咲羅
使用者:百地桜
脳が筋肉にかけたリミッターを意図的に外すことで、ごく短い時間だけ限界を超えた力を引き出す。
房中術
白花
使用者:百地桜
相手の股間を掴む。それ以後は詳細不明。
デス・ゴール
使用者:シュトーレン・神辺
相手を肩に担ぎ上げ、互いの全体重をかけて硬い地面に叩きつける。
デス・ゴール・エコノミー・クラス
使用者:祭矢陣
相手の金的を攻撃して、そのままデス・ゴールに繋げる。
飛燕
使用者:飛鳥玲
縦蹴り。
三柳流空手
牙音
使用者:三柳琉拳
素早い手の動きで相手の肉体を抉る。
鬼鋏
使用者:祭屋陣
相手の髪を足指で掴み、そのままもう片方の足と挟んで打撃する回し蹴り。

## 用語
UBS（ウルトラ・バトル・サテライト）
世界中の有料会員が試合の結果に大金を投じ、その一部がファイターの懸賞金になる。世界最高峰の格闘技大会。
UBS換金所
別名・怪獣の住処。試合で得た賞金はそこでしか受け取れない。元々は脱税のために造られた施設。認証ロック制。ファイターか会員の付き添いであれば一般人も入ることができる。ファイターの登録も行われており、中は喧嘩自由のファイターの溜り場になっている。設えているテーブルや椅子などは経費削減と演出を兼ねて、敢えて粗悪品を使っている。試合を生で見たい有料会員も来るが、ケガなどは全て自己責任。
大日本武道連合「清心志士会」
"日本にサムライを取り戻す！"がスローガンの武道団体。団体行動と連帯責任が染み付いている。
UBSのサーバーをハッキングし、各地でファイターを襲うが、生き残ったファイターたちによって壊滅した。
本部で大和魂を注入するためのシゴキと称して過酷な訓練を構成員に課している。

## 書誌情報
- 打見佑祐 『Ultra Battle Satellite』 集英社〈ジャンプ・コミックス〉、全3巻
  1. 「Now on Fight!」2015年6月9日第1刷発行（6月4日発売[集 1]）、ISBN 978-4-08-880417-0
  2. 「百地流」2015年8月9日第1刷発行（8月4日発売[集 2]）、ISBN 978-4-08-880467-5
  3. 「HERE COMES A NEW CHALLENGER!」2015年10月8日第1刷発行（10月3日発売[集 3]）、ISBN 978-4-08-880518-4

## 前身
あばれ猿
『週刊少年ジャンプ』（集英社）2014年21号に掲載された。